# 小行星3601
小行星3601（英語：3601 Velikhov）是一颗围绕太阳公转的小行星。1979年9月22日，尼古拉·切爾尼赫在克里米亚发现了此天体。
这颗小行星的绝对星等为356.05275等。